# Dadaj
Dadaj ( tysk: Daddaisee ) er en kanalsø på 1.002 hektar i areal i en biflod til Łyna i centrum af Ermland-Masuriens voivodskab .

## Geografi
Jezioro Dadaj ligger fire kilometer vest for byen Biskupiec (Biskoppens slot) i det østlige område af Olsztyn Søområde (Pojezierze Olsztyńskie). Landskabet hører til den Baltiske højderyg.

### Geologi
Landskabet blev formet af indlandsisen og er en post-glacial, bakket, skovklædt randmoræne med talrige tunneldale og floder.

## Litterære rammer
Forfatteren Artur Becker skrev om Dadajsøen i romanerne Lake Dadaj og Vodka og Knife - Song of Drowning .

## litteratur
- Artur Becker: Lake Dadaj . Roman, Stint Verlag, Bremen 1997, ISBN 3-928346-13-X .
- Artur Becker: Vodka og knive. Sang om drukning . Roman, Weissbooks.w, Frankfurt am Main 2008, ISBN 978-3-940888-28-0 .

- Daddai-søen (Jezioro Dadaj).
- Jezioro Dadaj (polsk).